# Беніто Карбоне
Беніто Карбоне (італ. Benito Carbone, нар. 14 серпня 1971, Реджо-Калабрія) — італійський футболіст, що грав на позиції нападника. По завершенні ігрової кар'єри — тренер. З 2018 року входить до тренерського штабу клубу «Венеція».

## Клубна кар'єра
Народився 14 серпня 1971 року в місті Реджо-Калабрія. Вихованець футбольної школи клубу «Торіно». Скаути «туринців» виявили Беніто під час гри на юнацькому чемпіонаті у складі аматорського молодіжного клубу «Сицилія». 15 січня 1989 року дебютував у Серії А в основному складі «Торіно», в матчі проти «Пізи» і зіграв ще три гри в цьому сезоні. У тому ж сезоні «Торіно» вилетів в серію Б, де в наступному сезоні він зіграв 5 ігор.
У наступному сезоні гравця відправили в оренду в «Реджину», що також грала в Серії Б, де він зіграв 31 матч і забив п'ять м'ячів. У сезоні 1991/92, був відправлений в третій дивізіон, в «Казертану» (31 матч з чотирма забитими голами), а третій сезон в оренді Карбоне провів у «Асколі» і зіграв 28 матчів, забивши шість м'ячів у Серії Б. 1993 року Беніто повернувся в «Торіно», що вже знову грало у Серії А, де за наступний сезон провів 28 ігор.
Влітку 1994 року нападник перейшов у «Рому», але вже за кілька днів став частиною угоди по переходу уругвайського нападника Даніеля Фонсеки з «Наполі» і таким чином Карбоне опинився у неаполітанському клубі. Трансфер оцінювався в 7,5 млрд лір і за наступний сезон зіграв 29 ігор і забив чотири голи в Серії А, а також 5 ігор і три голи в Кубку УЄФА.
Влітку 1995 року він був проданий в «Інтернаціонале» за 6 мільярдів лір. У Мілані в першому сезоні він зіграв 31 гру у Серії A, забивши 2 голи. Втім після покупки клубом 1996 року зіркових нападників Івана Саморано та Нванкво Кану, Карбоне втратив місце на полі і у жовтні і був проданий в англійський «Шеффілд Венсдей» за 7 мільярдів лір, розпочавши свій тривалий період виступів в англійській Прем'єр-лізі, який тривав аж до 2002 року. За цей час Карбоне також встиг пограти за клуби «Астон Вілла» та «Бредфорд Сіті», здаючись з останнього в оренду до «Дербі Каунті» та «Мідлсбро», але єдиним серйозним досягненням став вихід в фінал кубка Англії 2000 року з «вілланами», де його команда поступилась «Челсі», очолюване співвітчизником гравця Джанлукою Віаллі.
У 2002 році голова «Бредфорда» Джеффрі Річмонд повідомив, що клуб змушений буде оголосити себе банкрутом, якщо вони продовжуватимуть виплачувати заробітну плату в розмірі 40 000 фунтів на тиждень. В результаті Карбоне у пізніших інтерв'ю заявив, що не захотів бути відомий тим, що стане людиною, через яку зникнув клуб «Бредфорд Сіті», тому відмовився від 3,2 мільйонів фунтів. Натомість Карбоне повернувся в Італію, ставши гравцем «Комо», але вже за підсумками першого ж сезону клуб вилетів з Серії А, після чого Беніто став гравцем «Парми». «Парма» в цей час перебувала у фінансовій скруті після скандалу з їх головним спонсором концерном Parmalat, тому клуб повинен був продати своїх зіркових гравців, таких як Адріан Муту, Адріано і Хідетосі Наката, а Карбоне мав їх замінити, втім виграти конкуренцію у Альберто Джилардіно не зумів, і в наступні роки грав у Серії Б за «Катандзаро» та «Віченцу».
Влітку 2006 року Карбоне відправився в австралійський «Сідней», де мав замінити Двайта Йорка. Він дебютував за клуб у грі проти «Аделаїди Юнайтед», відзначившись голом і двома результативними передачами, але під час своєї третьої гри він отримав травму підколінного сухожилля, вилетівши щонайменше на сім тижнів. Після цього Карбоне не зміг домовитися з «Сіднеєм» про довгостроковий контракт і змушений був покинути клуб.
Завершив професійну ігрову кар'єру у клубі «Павія» з четвертого за рівнем дивізіону Італії, за який виступав протягом 2007—2010 років, був капітаном команди і допоміг останнього року підвищитись у класі.

## Виступи за збірні
1989 року дебютував у складі юнацької збірної Італії, взяв участь у 7 іграх на юнацькому рівні, відзначившись 4 забитими голами.
Протягом 1989—1994 років залучався до складу молодіжної збірної Італії, з якою став молодіжним чемпіоном Європи 1994 року у Франції. При цьому саме Карбоне забив вирішальний післяматчевий пенальті в зустрічі проти господарів турніру. Всього на молодіжному рівні зіграв у 8 офіційних матчах, забив 3 голи.

## Кар'єра тренера
Після завершення кар'єри гравця Карбоне прийняв пропозицію залишитися в «Павії», керуючи командою до 19 років. У березні 2011 року він був призначений головним тренером першої команди замість Джанлуки Андріссі і зумів врятувати її від вильоту, зайнявши 12-те місце своєї групи у третьому дивізіоні.
Після вдалого результату, 16 червня 2011 року Карбоне був несподівано оголошений новим головним тренером клубу Серії Б «Варезе», замінивши Джузеппе Санніно. Втім робота у новій команді у Беніто не пішла і, здобувши лише одну перемогу у восьми іграх, він був звільнений вже 1 жовтня 2011 року після домашньої поразки проти «Сассуоло» (0:1).
5 липня 2012 року він отримав диплом тренера першої категорії Ліцензіє Про УЄФА в Коверчано, а з ним і право керувати командами вищого дивізіону. Втім 29 жовтня 2012 року став новим тренером клубу четвертого дивізіону «Валле-д'Аоста», з якого через невдалі результати подав у відставку 20 квітня 2013 року. Згодом у 20 році недовго очолював клуб Серії D «Про Сесто».
2016 року став головним тренером команди «Тернана», замінивши легендарного Крістіана Пануччі, але подав у відставку в січні 2017 року після ряду негативних результатів, які залишили клуб з Терні на передостанньому місці в Серії Б.
8 грудня того ж року він став помічником Вальтера Дзенги у «Кротоне» з Серії А, а 12 жовтня 2018 року перейшов разом з ним у «Венецію» з Серії Б.

## Статистика виступів

### Статистика клубних виступів
| Сезон                       | Команда                     | Чемпіонат                   | Чемпіонат | Чемпіонат | Національний кубок | Національний кубок | Національний кубок | Континентальні кубки | Континентальні кубки | Континентальні кубки | Інші змагання | Інші змагання | Інші змагання | Усього | Усього |
| Сезон                       | Команда                     | Ліга                        | Ігор      | Голів     | Ліга               | Ігор               | Голів              | Ліга                 | Ігор                 | Голів                | Ліга          | Ігор          | Голів         | Ігор   | Голів  |
| --------------------------- | --------------------------- | --------------------------- | --------- | --------- | ------------------ | ------------------ | ------------------ | -------------------- | -------------------- | -------------------- | ------------- | ------------- | ------------- | ------ | ------ |
| 1988–89                     | «Торіно»                    | A                           | 3         | 0         | КІ                 | -                  | -                  | -                    | -                    | -                    | -             | -             | -             | 3      | 0      |
| 1989–90                     | «Торіно»                    | B (ІІ)                      | 5         | 0         | КІ                 | 0                  | 0                  | -                    | -                    | -                    | -             | -             | -             | 5      | 0      |
| 1990–91                     | «Реджина»                   | B (ІІ)                      | 31        | 5         | КІ                 | 2                  | 1                  |                      | -                    | -                    |               | -             | -             | 33     | 6      |
| 1991–92                     | «Казертана»                 | B (ІІ)                      | 31        | 4         | КІ                 | 3                  | 1                  | -                    | -                    | -                    | -             | -             | -             | 34     | 5      |
| 1992–93                     | «Асколі»                    | B (ІІ)                      | 28        | 6         | КІ                 | 2                  | 0                  | -                    | -                    | -                    | -             | -             | -             | 30     | 6      |
| 1993–94                     | «Торіно»                    | A                           | 28        | 3         | КІ                 | 6                  | 0                  | КК                   | 5                    | 0                    | СІ            | 0             | 0             | 39     | 3      |
| Усього за «Торіно»          | Усього за «Торіно»          | Усього за «Торіно»          | 36        | 3         |                    | 6                  | 0                  |                      | 5                    | 0                    |               | 0             | 0             | 47     | 3      |
| 1994–95                     | «Наполі»                    | A                           | 29        | 4         | КІ                 | 6                  | 3                  | КУЄФА                | 5                    | 3                    | -             | -             | -             | 40     | 10     |
| 1995–96                     | «Інтернаціонале»            | A                           | 31        | 2         | КІ                 | 4                  | 1                  | КУЄФА                | 2                    | 0                    | -             | -             | -             | 37     | 3      |
| 1996–97                     | «Інтернаціонале»            | A                           | 1         | 0         | КІ                 | 1                  | 0                  | КУЄФА                | 2                    | 0                    | -             | -             | -             | 4      | 0      |
| Усього за «Інтернаціонале»  | Усього за «Інтернаціонале»  | Усього за «Інтернаціонале»  | 32        | 2         |                    | 5                  | 1                  |                      | 4                    | 0                    |               | -             | -             | 41     | 3      |
| 1996–97                     | «Шеффілд Венсдей»           | ПЛ                          | 25        | 6         | КА+КЛ              | 1+0                | 0+0                | -                    | -                    | -                    | -             | -             | -             | 26     | 6      |
| 1997–98                     | «Шеффілд Венсдей»           | ПЛ                          | 33        | 9         | КА+КЛ              | 1+2                | 0+0                | -                    | -                    | -                    | -             | -             | -             | 36     | 9      |
| 1998–99                     | «Шеффілд Венсдей»           | ПЛ                          | 31        | 8         | КА+КЛ              | 3+1                | 1+0                | -                    | -                    | -                    | -             | -             | -             | 35     | 9      |
| 1999–00                     | «Шеффілд Венсдей»           | ПЛ                          | 7         | 2         | КА+КЛ              | -+0                | 0                  | -                    | -                    | -                    | -             | -             | -             | 7      | 2      |
| Усього за «Шеффілд Венсдей» | Усього за «Шеффілд Венсдей» | Усього за «Шеффілд Венсдей» | 96        | 25        |                    | 8                  | 1                  |                      | -                    | -                    |               | -             | -             | 104    | 26     |
| 1999–00                     | «Астон Вілла»               | ПЛ                          | 24        | 4         | КА+КЛ              | 3+5                | 0+5                | -                    | -                    | -                    | -             | -             | -             | 32     | 9      |
| 2000–01                     | «Бредфорд Сіті»             | ПЛ                          | 31        | 5         | КА+КЛ              | 0+3                | 0+2                | I                    | 5                    | 0                    | -             | -             | -             | 39     | 7      |
| 2001–02                     | «Бредфорд Сіті»             | 1Д (ІІ)                     | 11        | 5         | КА+КЛ              | -+4                | -+2                | -                    | -                    | -                    | -             | -             | -             | 15     | 7      |
| Усього за «Бредфорд Сіті»   | Усього за «Бредфорд Сіті»   | Усього за «Бредфорд Сіті»   | 42        | 10        |                    | 7                  | 4                  |                      | 5                    | 0                    |               | -             | -             | 54     | 14     |
| 2001–02                     | «Дербі Каунті»              | ПЛ                          | 13        | 1         | КА+КЛ              | 0±                 | 0±                 | -                    | -                    | -                    | -             | -             | -             | 13     | 1      |
| 2001–02                     | «Мідлсбро»                  | ПЛ                          | 13        | 1         | КА+Cdl             | 2±                 | 0±                 | -                    | -                    | -                    | -             | -             | -             | 15     | 1      |
| 2002–03                     | «Комо»                      | A                           | 22        | 2         | КІ                 | 1                  | 0                  | -                    | -                    | -                    | -             | -             | -             | 23     | 2      |
| 2003–04                     | «Парма»                     | A                           | 19        | 4         | КІ                 | 4                  | 0                  | КУЄФА                | 4                    | 2                    | -             | -             | -             | 27     | 6      |
| 2004–05                     | «Катандзаро»                | B (ІІ)                      | 27        | 7         | КІ                 | 1                  | 0                  |                      | -                    | -                    |               | -             | -             | 28     | 7      |
| 2005–06                     | «Віченца»                   | B (ІІ)                      | 28        | 5         | КІ                 | 0                  | 0                  | -                    | -                    | -                    | -             | -             | -             | 28     | 5      |
| 2006–07                     | «Віченца»                   | B (ІІ)                      | 0         | 0         | КІ                 | 1                  | 0                  | -                    | -                    | -                    | -             | -             | -             | 1      | 0      |
| Усього за «Віченца»         | Усього за «Віченца»         | Усього за «Віченца»         | 28        | 5         |                    | 1                  | 0                  |                      | -                    | -                    |               | -             | -             | 29     | 5      |
| 2006–07                     | «Сідней»                    | AЛ                          | 3         | 2         | -                  | -                  | -                  | ЛЧ                   | -                    | -                    | -             | -             | -             | 3      | 2      |
| 2007–08                     | «Павія»                     | C2 (IV)                     | 29        | 5         | КІ-C               | 4                  | 0                  | -                    | -                    | -                    | -             | -             | -             | 33     | 9      |
| 2008–09                     | «Павія»                     | СД (IV)                     | 29        | 13        | КІ-ЛП              | 3                  | 2                  | -                    | -                    | -                    | -             | -             | -             | 32     | 15     |
| 2009–10                     | «Павія»                     | СД (IV)                     | 33        | 13        | КІ-ЛП              | 3                  | 3                  | -                    | -                    | -                    | -             | -             | -             | 36     | 16     |
| Усього за «Павію»           | Усього за «Павію»           | Усього за «Павію»           | 91        | 35        |                    | 10                 | 5                  |                      | -                    | -                    |               | -             | -             | 101    | 40     |
| Усього за кар'єру           | Усього за кар'єру           | Усього за кар'єру           | 555       | 115       |                    | 66                 | 21                 |                      | 23                   | 5                    |               | 0             | 0             | 644    | 141    |

## Титули і досягнення
- Чемпіон Європи серед молодіжних команд (1):

1994